# یوهانی آهو
یوهانی آهو (انگلیسی: Juhani Aho; ۱۱ سپتامبر ۱۸۶۱ – ۸ اوت ۱۹۲۱) روزنامه‌نگار، نویسنده و رمان‌نویس اهل فنلاند بود.
آهو در ۱۱ سپتامبر ۱۸۶۱ در لاپینلاتی به دنیا آمد فعالیت ادبی خویش را با نگارش آثار رئالیستی شروع کرد و نخستین رمانش با عنوان «راه‌آهن» را سال ۱۸۸۴ منتشر کرد. پس از آن رمان‌های «یوها» و «پانو» را به سبک نئورمانتیستی نوشت. از روی داستان «یوها» تا کنون چهار فیلم تهیه شده‌است که آخرین آن محصول سال ۱۹۹۹ به کارگردانی آکی کاریسماکی می‌باشد. سال ۱۸۹۰ رمان جسورانه «تنها» را با الهام از زندگی خود  منتشر نمود که در ادبیات فنلاندی سرو صدا به پا کرد. داستان‌های کوتاه متعددی نیز با نگاهی انتقادی به زندگی روزمره نوشته‌است. «وقتی پدر چراغ را به خانه آورد» از مهم‌ترین این داستان هاست. در ۸ اوت ۱۹۲۱ درگذشت.